# Дуарте, Ларос
Ларос Мишаэл д’Энкарнасан Дуарте (порт. Laros Michael d'Encarnação Duarte; 28 февраля 1997, Роттердам, Нидерланды) — нидерландский футболист, полузащитник венгерского клуба «Академия Пушкаша» и сборной Кабо-Верде.

## Клубная карьера
Ларос родился в городе Роттердам в семье из Суринама. Начал заниматься в футбольной школе роттердамской «Спарты». В 2015 стал игроком резервного клуба эйндховенского ПСВ — Йонг ПСВ. Тем не менее, в первую команду приглашения не получил и вернулся в родную «Спарту» на правах аренды. Дебютный сезон за команду получился положительным — «Спарте» удалось завоевать путёвку в высший дивизион Нидерландов. 4 августа 2019 года Ларос дебютировал в Эредивизи в матче с «Фейеноордом».
31 августа 2021 года перешёл в нидерландский «Гронинген», подписав с клубом четырёхлетний контракт. 12 сентября дебютировал за клуб в матче Эредивизи против «Херенвена». 20 февраля 2022 года забил дебютный гол в гостевом матче чемпионата с ПЕК Зволле.
23 августа 2024 года перешёл в венгерский клуб «Академия Пушкаша», подписав трёхлетний контракт до середины 2027 года. 1 сентября дебютировал в чемпионате Венгрии в гостевом матче против «Пакша», выйдя на замену вместо Урхо Ниссиля на 68-й минуте.

## Международная карьера
Дуарте был включён в состав сборной Кабо-Верде на Кубок африканских наций 2023. Дебютировал за сборную 14 января 2024 года в матче группового этапа турнира против Ганы.

## Личная жизнь
Ларос Дуарте — старший брат Дероя Дуарте.